# Santalylacetat
Santalylacetat ist eine organische Verbindung aus der Gruppe der Carbonsäureester. Sie leitet sich von Santalol und Essigsäure ab.

## Herstellung
Santalylacetat kann durch Acetylierung von Santalol hergestellt werden.

## Verwendung
Santalylacetat wird als Duftstoff verwendet. Es ist in der EU unter der FL-Nummer  09.034 als Aromastoff für Lebensmittel zugelassen.